# Senostoma variegatum
Senostoma variegatum là một loài ruồi trong họ Tachinidae.